# 長野県岡谷南高等学校
長野県岡谷南高等学校（ながのけんおかやみなみこうとうがっこう）は、長野県岡谷市にある公立高等学校。

## セメスター制での学習
「セメスター」とは「学期」のことである。当校は1年を前期、後期の2学期に分けているが、学年制と大きく異なるのが、学期ごとに1科目の学習を仕上げ、単位を認定している
当校は学習の段階を「ステージ」と呼ぶ。3年間で6つある学期を、学年の枠にとらわれず、長短3つのステージに分け、学力の向上を図っている。
- ベーシック・ステージ：1年前期から2年前期の1年半にかけて、全員必修科目を学ぶことになる。この段階では文理にとらわれず広い分野の基礎知識の習得を目指す。

- アドバンスト・ステージ：2年後期から3年前期1人1人の進路希望に応じて、3つのコースに分かれ、分野毎の重点科目を深く、集中的に学ぶ。

自然科学系（理系）
工学、理学、農学、医療系などへの進学を目指す人が選択する。目指す分野で選択科目が異なる。数学や理科に特に重点を置いて学習する。
人文社会系（文系）
法学、経済、文学、教育、芸術など分野への進学を目指す人が選択する。国立・公立型、私立型に講座が分かれる。国語や地理歴史・公民に重点を置いて学習する。ほかにも、かなりの幅広い選択ができる。文系国立・公立を目指す人は、数学や理科の学習をすることにもなる。
国際教養系（文系）　『英語科の学習内容を発展的に継承』
国公立大学等への進学のために高度な英語力を身につけたい人、または英語を生かして外国語、国際関係などの分野への進学を目指す人が選択をする。基本的には「人文社会系」と同じだが、違いは選択次第で英語の講座数が増えることである。英語はもちろん、国語や地理歴史・公民にも重点を置いて学習する。
- ファイナル・ステージ：3年後期は、アドバンスト・ステージのコースごとで、必要な科目を1人1人が自由に選択して希望する進路の実現を目指す。全員共通履修科目は、国語・英語・体育のみとなる。

## 沿革
- 1941年04月 - 岡谷市立岡谷中学校として開校。
- 1945年04月 - 実務科設置。
- 1947年04月 - 校舎落成挙行。
- 1948年04月 - 学制改革により新制高校発足。岡谷南高等学校と改称（普通過程）。
- 1949年03月 - 旧制中学校同併設中学校自然廃校。
- 1949年04月 - 長野県に移管。
- 1950年04月 - 商業科設置（当時定員50名）。
- 1951年08月 - 排球部（バレーボール部）インターハイで全国優勝。
- 1952年03月 - 校歌作成。
- 1952年11月 - 体育館落成式挙行。
- 1953年01月 - スケート部インターハイスピードスケート全国優勝。
- 1953年09月 - 第１回天竜峡行強歩大会開催。完歩率36.2&%、優勝12時間30分。
- 1958年03月 - 商業科募集停止。
- 1962年07月 - バックネット落成式挙行。
- 1970年07月 - 水泳プール竣工。
- 1970年12月 - 放送室及び放送施設竣工。
- 1978年05月 - プレハブ音楽教室竣工。
- 1979年02月 - 地鎮祭・起工式を行う。
- 1979年04月 - 入学式に女子生徒32名の入学が許可される（男女共学化）。
- 1992年04月 - 英語科を設置（定員40名）。
- 2003年04月 - 前後期制（二学期制）始まる。
- 2009年04月 - セメスター制による進学対応型単位制に移行。
- 2010年04月 - 英語科を普通科に改編（英語科募集停止）。

## 教育目標
1. 常に進歩のため問題を持ってことにつけ
2. 常に成功の可能性を確信してことにあたれ
3. 常に協調融和の精神をもってことを行う

## 行事
文化祭
「南高祭」と称し、その名称は校名に由来する。木曜日は前夜祭、土曜日・日曜日と一般公開が行われ、日曜日夕方に学校グラウンドで行われる後夜祭（通称：ナイトフェスティバル）でその日程を終えるのが慣例である。
強歩大会
現在の正式名称は「諏訪縦断強歩大会」。かつては駅伝大会と隔年で開催されていたが、1983年より毎年開催されることとなる。10月頃に開催され、男子は学校のグラウンド、女子は諏訪市から信濃境駅までを走る。距離は男子は約47km、女子は約31kmと他校と比べても長い。古くは天竜峡まで100km近くの距離があったが交通事情の変化に伴い現在のコース及び距離になった。
イングリッシュキャンプ
毎年秋頃行われる自由参加制の活動である。ALT教員と共に英語を使った活動を1泊2日の日程で行われる。
クラスマッチ
春と秋の2回行われる。

## クラブ活動
スケート部および漕艇部は強豪として知られ、過去にオリンピック日本代表選手を輩出している。
漕艇部、スケート部は全国高校総体（インターハイ）で複数回優勝している。その他に男子バレーボールはインターハイ優勝歴がある。近年では放送部が全国大会に出場している。
体育系
- 弓道部
- 山岳部
- 硬式テニス部
- 野球部
- スケート部

- 柔道部
- バスケットボール部
- バレーボール部
- 水泳部
- 剣道部

- 卓球部
- 漕艇部
- ソフトテニス部
- バドミントン部
- サッカー部

- 陸上競技部
- ハンドボール部

文化系
- 吹奏楽部
- 美術部
- 写真部
- 演劇部
- 放送部

- 将棋部
- 家庭科部
- 書道部
- 理科部
- 英語部

- 動画部
- JRC 青年赤十字

## 校歌
- 校歌（作詞：尾崎喜八 作曲：井上武士）

## 校章
- 駒草（こまくさ）

## 出身者

### 政界
- 青木悟 - 元下諏訪町長[2]
- 伊藤郁男 - 元参議院議員
- 今井敦 - 茅野市長
- 宮坂徹 - 下諏訪町長[3]

### 学者
- 金井圓 - 文学博士、東京大学名誉教授
- 山岡文彦 - 植物学者、動物学者
- 鷹野和美 - 医学博士
- 高林千幸 - 農学博士、岡谷蚕糸博物館館長
- 二村博 - 文学修士、研究著書『鴛鴦俳人恒丸と素月』文部科学大臣賞受賞

### 文化人
- 五味龍太郎 - 俳優
- 吉江忠男 - バリトン歌手
- 平秀信 - 建築家、情報起業家
- 菊池正美 - 声優
- 岩波理恵 - タレント
- MIHIRO 〜マイロ〜 - シンガーソングライター

### スポーツ
- 竹村晋吉 - スピードスケート、コルティナダンペッツォ・スコーバレーオリンピック日本代表
- 今村俊明 - スピードスケート、サラエボオリンピック日本代表、長野パルセイロ・アスレチッククラブ社長
- 野明弘幸 - スピードスケート、長野・ソルトレイクオリンピック日本代表、現岡谷南高等学校スケート部監督
- 岩波健児 - ボート、モスクワオリンピック日本代表
- 岩本亜希子 - ボート、シドニー・アテネ・北京オリンピック日本代表
- 今井裕介 - ボート
- 高橋広大 - 競輪
- 宮澤健太郎 - 社会人野球・ENEOS監督
- 菊池岳仁 - 競輪選手

## 最寄駅
- 東日本旅客鉄道　中央本線：岡谷駅から徒歩約20分、自転車で約10分。